# Josef Gabriel Rheinberger
Joseph Gabriel Rheinberger (født 31. marts 1839 i Vaduz i Liechtenstein, død 25. november 1901 i München) var en komponist fra Liechtenstein. Han virkede det meste af sit liv i Tyskland. Rheinberger skrev mængder med orgelmusik, blandt andet hele 20 orgelsonater, men også opera, messer, requier og kammermusik. Som komponist var han, som mange andre, stærkt påvirket af Felix Mendelssohn.

## Biografi
Rheinberger fik sin første orgelundervisning allerede i femårsalderen, og to år senere havde han lært så meget at han kunne tjene som organist i Vaduz. På denne tid gjorde han sine første forsøg på at komponere. Fra 1848 fik han mulighed for at få en mere formel undervisning i den nærliggende landsby Feldkirch. Hans lærer var Philipp Schmutzer, som selv havde fået oplæring i Prag og er blevet kendt med musikken til Johann Sebastian Bach, Wolfgang Amadeus Mozart og Ludwig van Beethoven. Efter råd fra komponisten Matthäus Nagiller lod faren, som var i tjeneste hos fyrsten af Liechtenstein, sønnen drage til München for at studere på musikkonservatoriet der i 1851. Der fik han Julius Joseph Maier, Johann Georg Herzog, Julius Emil Leonhard og Franz Lachner som lærere i tre år.
I 1859, kun 20 år gammel blev han lærer i pianospil ved konservatoriet i München. Senere blev han også lærer i musikteori, og fra 1867 til sin død i 1901 var han så professor i orgelspil og komposition ved konservatoriet. Nogle af hans elever var Engelbert Humperdinck, Ermanno Wolf-Ferrari og Wilhelm Furtwängler. 
I 1867 giftede han sig med en tidligere elev som var blevet enke, Franziska von Hoffnaass. Hun skrev digte, og han satte melodi til en række af dem. 